# Кіндратівка (станція)
Кіндра́тівка — проміжна залізнична станція Лиманської дирекції Донецької залізниці на електрифікованій лінії Слов'янськ — Костянтинівка між станціями Костянтинівка (11 км) та Дружківка (8 км). Розташована в селищі Олексієво-Дружківка Краматорського району Донецької області.

## Пасажирське сполучення
До 13 серпня 2025 року станція була кінцевою для приміських електропоїздів сполученням Слов'янськ – Кіндратівка. 
З 14 серпня 2025 року, з міркувань безпеки в регіоні, скасовані приміські поїзди до станції Кіндратівка, а також змінені графіки руху 11 приміських поїздів зі Слов'янська та Краматорська, зокрема, до Харкова та Лозової. Рух поїздів обмежений до станції Краматорськ.